# Storia di Biblo
La storia di Biblio inizia dalla fondazione della città, attestata attorno al 3000 a.c.

## Periodo egizio
Biblo viene fondata secondo le fonti storiche attorno al 3000 a.C. (inizio III millennio a.C.).
Sin da subito si hanno buoni rapporti con l'Egitto con cui ci si scambia il legno (in particolare il cedro del Libano), tanto per cui secondo la leggenda egizia Osiride sarebbe stato riportato a Biblo con la sua morte.
Biblo era la città più importante insieme a Sidone e Tiro, tanto che gli egizi designavano il suo governatore con il titolo di principe.
Attorno al XIV secolo a.C., Biblo, venendo minacciata dagli Amurru che si espandono da nord, chiede aiuto ad Amenofi che gli invia degli eserciti.
Nel XI secolo a.C., secondo il Viaggio di Unamon, il re della città ospita il sacerdote Wenamon e gli dà 20 barche di legno per ritornare in patria con lo scambio.

## Periodo di indipendenza
A seguito dell'arrivo dei popoli del mare le potenze egizia e ittita vengono indebolite e le città fenicie si mantengono indipendenti. A Biblo si ha la dinastia di Ahiram, il cui sarcofago fatto da suo figlio Itthobaal riporta le prime iscrizioni fenicie.

## Periodo assiro
Nel IX secolo a.C., con l'ascesa degli assiri, le città fenicie vengono sottoposte ad assedio e a tributaggio. Nel VIII secolo le città vengono completamente annesse ma vengono mantenuti i re locali per Biblo, poiché non vi sono rivolte.
Nel VII secolo con la caduta degli assiri le città entrano sotto il governo babilonese.

## Periodo persiano
Nel VI secolo, con l'avvento dei Persiani, Biblo non oppone resistenza e viene annessa, ma del periodo non si conosce molto.
Neppure Biblo mise a disposizione la sua flotta per le campagne persiane in Grecia.

## Periodo macedone
Nel IV secolo a.C., con l'ascesa di Alessandro Magno, la città si apre all'invasore.
In età romana vengono poi mantenute diverse dinastie locali.